# Sutra doskonałego oświecenia
Sutra doskonałego oświecenia (sanskryt Mahāvaipulya pūrṇabuddhasūtra prassanārtha sūtra; chiń. trad. 圓覺經, chiń. upr. 圆觉经, pinyin Yuánjué jīng; kor. 원각경 Wŏn’gak kyŏng; jap. 円覚経 Engaku-kyō; wiet. Viên Giác kinh) – apokryficzna sutra powstała w Chinach w VIII wieku. Związana ze szkołami: chan i huayan.